# 卡纳雷奥斯群岛
卡纳雷奥斯群岛（西班牙语：Archipiélago de los Canarreos），是古巴的一个群岛，位于古巴本岛以南。卡纳雷奥斯群岛共有300余个岛屿，其中主要岛屿有青年岛、坎蒂莱斯岛、长岛等。卡纳雷奥斯群岛行政上隶属青年岛特区。主要城镇有新赫罗纳、圣菲、瓜亚卡纳尔等。